# 이호연 화가

## 개요
이호연(1982~)은 대한민국의 현대미술 작가이자 기독교 신앙을 바탕으로 활동하는 화가이다. 그는 점묘법을 응용한 색면 추상과 서정적 추상, 구상 회화를 제작하며, 성경 구절과 종교적 메시지를 회화로 표현한다.

## 생애
이호연은 1982년 서울에서 태어났다. 조산으로 태어나 어린 시절 호흡 곤란과 언어 발달 지연 등 건강상의 어려움을 겪었다.
어린 시절 미국 뉴저지에서 공립학교를 다녔으며, 이후 한국으로 돌아와 백석예술대학교 회화과를 졸업하고 미술실기교사 자격을 취득하였다. 협성대학교 대학원.에서 예술학 석사 학위를 받았다.
2012~2016년: 뉴욕 아트스튜던트리그 수학 2017년: 파리 아카데미 그랑쇼미에르 수학
2012~2018년: ‘바이블 스토리 연작’ 63점 완성. 이후 서정적 추상과 색면 추상 작업에 집중하며 국내외 전시에 참여하였다.

## 경력
주요 작품으로는 《최후의 만찬》, 《잃어버린 양》, 《교회가 있는 풍경》 등이 있다.  국내 전시로는 대한민국미술전람회, 기독교미술대전, 강남미술대전 등이 있으며, 국제 전시로는 Kiaf SEOUL, 아트 캐피탈(프랑스 파리 그랑팔레) 등이 있다.

## 수상
- 2024 대한민국미술전시회 구상부문[8]
- 2021 강남미술대전 서양화부문 입선[9]
- 2020. 강남 미술대전  특선[10]
- 2019 대한민국기독미술대전 특선[11]

## 저서
- 『예수님, 사랑의 예수님』 (2015), ISBN 979-11-85996-03-5
- 『예수님, 지금 여기에』 (2018), ISBN 979-11-85996-78-3